# Gombe (vattendrag)
Gombe är ett vattendrag i Kinshasa. Det rinner västerut genom de centrala stadsdelarna Lingwala, Kinshasa, Gombe och Bandalungwa, och mynnar i Kongofloden strax väster om stadens centrum.